# René Seghini
René Enrique Seghini (Oncativo, 26 febbraio 1931 – New York, 11 aprile 2016) è stato un calciatore argentino, di ruolo attaccante.

## Carriera
Iniziò a giocare nel Boca Juniors, con il quale si mise in luce e riuscì a ottenere una convocazione nella Nazionale argentina che trionfò ai Giochi Panamericani del 1951. MIlitò poi tra le file di Sarmiento e Platense prima di trasferirsi in Colombia, allettato dagli alti ingaggi che il campionato locale garantiva ai giocatori; lì divenne una pedina importante dell'Independiente Medellín con cui riuscì a vincere il titolo nazionale. Venne allora acquistato nel 1956 dal Bologna di Renato Dall'Ara, tra grandi aspettative: tuttavia, in Italia la moglie fu presa dalla nostalgia del Sudamerica e lo convinse a scappare di nascosto dopo pochi mesi, dopo peraltro non aver minimamente inciso nel calcio italiano.
Squalificato dalla FIFA, tornò a giocare nel campionato colombiano, non riconosciuto dalle istituzioni calcistiche, e vinse nuovamente il titolo nazionale nel 1957, questa volta nelle vesti giocatore-allenatore, dato che aveva sostituito il tecnico precedente a poche giornate dalla fine. Continuò poi la carriera all'Independiente Medellín, e in seguito negli Stati Uniti, per poi tornare in Colombia ad allenare a tempo pieno.